# صادق حسینی اعرجی
صادق حسینی اعرجی (؟ - ۱۴۵۱م) (نسب کامل: صادق بن علی بن حسین) ادیب عربی و زبان‌شناس نحوی عراقی در نیمهٔ اول سدهٔ نهم هجری/پانزدهم میلادی، هاشمی‌تبار حسینی بود. شواهد القطر اثر برجستهٔ اوست.